# شبتاي تسفي

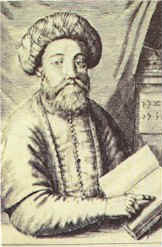
شبتاي تسفي في عام 1665م

شبتاي تسفي هو راباي اعتقد الناس انه ماشيح ولد في إزمير غرب الأناضول سنة 1626 ومات بمدينة اُلكُون Ulcinj بألبانيا سنة 1675.
يرجع إليه إيجاد مذهب دونمة في تركيا، ولد لأب أشكنازي يشتغل بالتجارة، وكان إخوته أيضاً من التجار الناجحين.

## حياته
أصبح سبطاي حاخاما حسب رغبة أمه ذات الميول الدينية. درس التناخ والتلمود والمعارف الباطنية على يد حاخام إزمير «إسحاق دلبع» وقد استنبط الحاخام الشاب سبطاي من النصوص الدنية العبرانية حسب منهج القبالاه أن ظهور المسيح سيكون سنة 1648 فاعلن نفسه مسيحا في ذلك التاريخ.
آمن به كثير من يهود إزمير رغم رفض الحاخام يوسف اسكوبا دعواه وتكذيبه له. ثم بدأ المسيح المنتظر شبتاي تسفي رحلة المغامرات الشاقة. فقد وفد إلى إستانبول سنة 1650 فنصحه حاخامها أبراهام وجيني بالرحيل إلى سالونيك حيث عدد أتباعه والمؤمنين به في تزايد. ثم عاد إلى إزمير سنة 1659 وبعد ثلاث سنين ذهب في زيارة دعوية إلى مصر وفلسطين وعند عودته إلى إزمير وقع تتويجه من طرف اليهود حسب معتقدهم. ثم نشر بيانا قسّم فيه العالم من بعده على مريديه الثمانية والثلاثين. ووفد لزيارته يهود من ألمانيا وبولونيا وبقية أنحاء العالم.
عندما لاحظت إدارة الدولة العثمانية هذا الوضع بدأت تتخذ التدابير الزجرية لمقاومة هذا التكتل اليهودي. وقد وجدت الدولة دعما لها من طرف اليهود المحافظين والحاخامات الرسميين فسجنته سنة 1666 بتهمة بث الفتنة وإفساد الديانة اليهودية وادّعاء النبوة ثم نقل من سجن زندان قابو في اسطنبول إلى جزيرة آيدوس للتخلص من الزوار اليهود المتوافدين عليه هناك. فتحولت قبلة زائريه من اسطنبول إلى آيدوس ببحر إيجه.

## محاكمته
في زمن السلطان محمد الرابع سيق هذا اليهودي المتنبي إلى قصر السلطنة القديم بمدينة أدرنة للمحاكمة ولم يكن يتقن اللغة التركية فكان يترجم له من الإسبانية رئيس الأطباء حياتي زاده مصطفى فوزي أفندي وهو يهودي الأصل كان قد أعلن إسلامه من قبل. وقد حضر المحاكمة مصطفى باشا وكيل الصدر الأعظم وشيخ الإسلام منقاري زاده يحيى أفندي وإمام السلطان الواعظ محمد أفندي الواني وكان السلطان محمد الرابع يراقب المحاكمة بنفسه من وراء حجاب. وبدأت المداولات ووجهت التهم إلى المدّعى عليه فلم يستطع لها ردّا ولكن في آخر لحظة بادره مترجمه يهودي الأصل بفكرة تنقذه من الإعدام وتكسبه عند السلطان هيبة ومقاما. اقترح عليه المترجم رئيس الأطباء أن يعلن إسلامه كي ينجو بنفسه وحاول إقناعه باللغة الإسبانية أنه إن أعلن تراجعه عن دعوته فإنه يمكن أن يوصلها سرا لأن أتباعه يؤمنون به إيمانا أعمى فقبل شبتاي الاقتراح وأعلن إسلامه فعفى عنه السلطان وأطلق سراحه وخصص له مائة وخمسين آقجة فضية شهريا ثم بدل الحاخام القديم شبتاي اسمه فصار يدعى محمد عزيز أفندي واغتسل ونطق بالشهادتين ولبس الجبة والعمامة ثم استطاع بأسلوبه الخاص أن يقنع الكثير من أتباعه بإعلان إسلامهم. ولكنه لم ينس أنه المسيح المنتظر الذي سيخلص بني إسرائيل من الذل والعبودية. وقد أطلق لأتراك على هذه الفئية الجديدة من المسلمين عبارة «دونمه» وهو مصدر مشتق من فعل «دونمك» باللغة التركية ويعني رجع وعاد ودار أما المصدر منه فيعني العائدون إلى دين الحق أو بمعنى آخر المرتدّون عن دينهم وكانت لهذه الطائفة طقوس وأعياد خاصة وعبادات غريبة ليس هذا مجال تفصيلها ولكن المؤرخين والباحثين يجمعون على أنهم يظهرون الإسلام ويحافظون على دينهم يهوديتهم وقلة منهم من حسن إسلامه. وقد مات شبتاي سوي بمدينة اولكون بولاية ألبانيا 30 أيلول سنة 1675 بعد أن جمع حوله هناك آلاف الأتباع والمريدين من الطائفة اليهودية ليؤسس مذهبا أو جماعة جديدة تتداخل فيها اليهودية بالإسلام ولم تنتهي تعاليمه بموته ولكنها تواصلت مع أتباعه الذين لعبوا دورا كبيرا في إسقاط الدولة العثمانية وقيام الجمهورية التركية الحديثة على جمعية الاتحاد والترقي.